# Карен Басс
Карен Рут Басс (англ. Karen Ruth Bass; нар. 3 жовтня 1953 р.) — американська політична діячка, мер Лос-Анджелеса з 12 грудня 2022 року, перша жінка на цій посаді. Член Палати Представників США від 37-го конгресового округу штату Каліфорнія з 2013 до 2022 року, з 2011 до 2013 року — від 33-го конгресового округу Каліфорнії. Член Демократичної партії, вона раніше шість років була членом Законодавчих зборів штату Каліфорнія, останні два роки — її спікеркою.
28 листопада 2018 року Басс було обрано головою депутатської групи афроамериканців Конгресу США (англ. Congressional Black Caucus) у 116-му скликанні Конгресу США. Обіймала цю посаду з 3 січня 2019 до 3 січня 2021 року. Вона також обіймала посади голови підкомітету з питань Африки, всесвітньої охорони здоров'я, всесвітніх прав людини та міжнародних організацій та Підкомітету Палати Представників США з питань злочинності, тероризму та державної безпеки у Конгресі США.

## Раннє життя та освіта
Басс народилась в Лос-Анджелесі, штат Каліфорнія у родині Вільгельміни (до шлюбу Дакетт (англ. Duckett)) та Девітта Телмеджа Басса. Її батько був листоношею, а матір — домогосподаркою. Вона виросла у передмістях Лос-Анджелеса Венес і Фейрфакс і в 1971 закінчила середню школу Гамільтона в Лос-Анджелесі.
Будучи школяркою, Басс почала працювати доброволицею у президентській кампанії Боббі Кеннеді.
Вона стала вивчати філософію в Університеті штату Каліфорнія в Сан-Дієго, а також отримала диплом помічника терапевта у медичному училищі Університету Південної Каліфорнії. Потім вона отримала ступінь бакалавра з охорони здоров'я в Університеті штату Каліфорнія, Домінгес Хіллз . Вона також здобула ступінь магістра з соціальної роботи в університеті Південної Каліфорнії.

## Палата представників США

### Вибори

#### 2010 рік

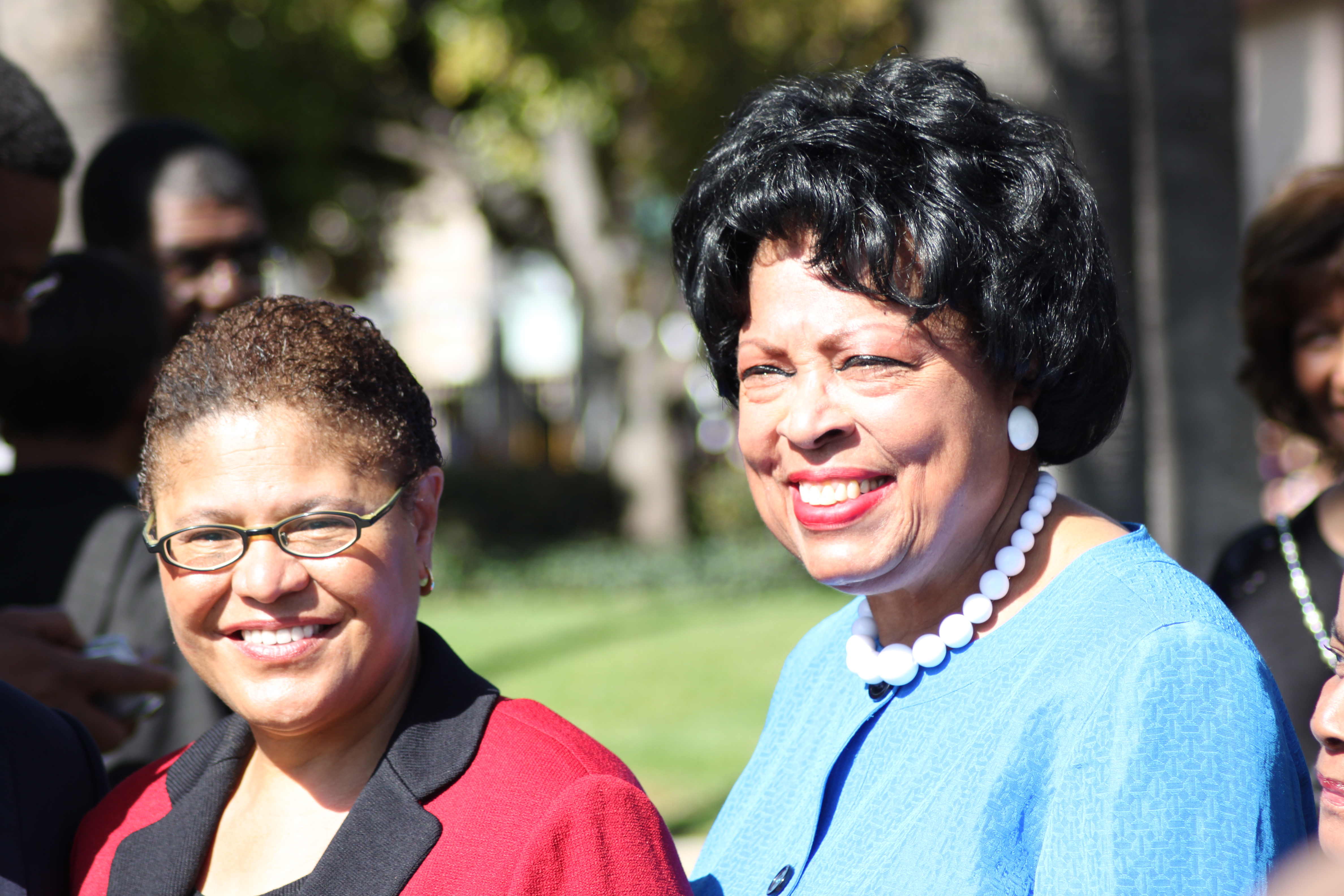
Карен Басс з Дайан Вотсон того дня, коли Бас оголосила, що балотуватиметься до Конгресу США в 2010 році.

У 2010 році конгресменка Дайана Вотсон пішла з депутатської посади і закликала Карен Басс посісти її місце. Басс не могла претендувати на переобрання до Законодавчих Зборів штату Ккаліфорнія в 2010 році через обмеження кількости термінів, тому 18 лютого 2010 вона підтвердила свою кандидування на те, щоб замінити Вотсон як члена Палати Представників США від 33 конгресового округу Каліфорнії.
Бас зібрала для своєї передвиборчої кампанії 932,281.19 доларів і витратила 768 918,65 доларів. Внески на її кампанію 2010 року надходили від дуже різних та розмаїтих груп, жодна з яких не приносила більше 15 % від загального обсягу коштів на кампанію. П'ять основних донорів для її кампанії — профспілки з 101 950,00 доларів; фінансові установи з $ 90 350,00; медичні працівники з 87 900,00 доларів; індустрія розваг з 52 400,00 доларів та юристи та юридичні фірми з 48 650,00 доларів.
Басс перемогла на виборах з понад 86 % голосів 2 листопада 2010 року.

#### 2012 рік
Після перепису 2010 року її виборчий округ змінив назву з 33-го на 37-й. На виборах Палати Представників США 2012 року вона не мала опонента від республіканців і перемогла з 86 %. Вона зібрала на цю кампанію 692 988,53 доларів і витратила 803 966,15 доларів.
Басс була залучена до участі у виборах президента США і підтримувала обрання Барака Обами на другий термін. Вона відігравала провідну роль в організації «Афроамериканці Каліфорнії за Обаму». Басс також була співголовою цієї ж організації на президентських виборах 2008-го.

#### 2014 рік
Басс отримала 84,3 % голосів і була переобрана до Палати Представників США на третій термін.

#### 2016 рік
Басс отримала 81,1 % голосів і була переобрана до Палати Представників США на четвертий термін. Басс в 2015-му підтримала Хілларі Клінтон як кандидата на президентських виборах 2016-го. 3 серпня 2016 року Басс подала петицію про те, щоб щодо тодішнього кандидата в президенти Дональда Трампа було проведено психіатричну експертизу, припустивши, що він проявляє симптоми нарцистичного розладу особистості. Петицію підписали 37 218 прихильників. Вона не відвідувала інавгурацію президента Трампа після проведення опитування на цю тему у Twitter.

#### 2018 рік
Басс перемогла на праймаріз демократів з 89,18 % голосів і отримавши 88,2 % голосів на основних виборах, була переобрана на п'ятий термін.

## Мер Лос-Анджелеса
На виборах 8 листопада 2022 року обрана мером Лос-Анджелеса, перемігши мільярдера Ріка Карузо, здобувши 53,1 % голосів проти 46,9 у Карузо. Склала присягу 12 грудня цього ж року, ставши першою жінкою та другою темношкірою людиною на цій посаді.

## Політичні позиції
Басс, як правило, вважається лібералкою, з рейтингом лібералізму 100 % або близько до того згідно з рейтингом від Weekly Positions. Натомість в рейтингу консерватизму від California Republican Assembly Positions їй постійно давали 0 %.

#### Відносини США— Африка
Протягом усього свого перебування в Конгресі Басс обіймала позицію провідного демократа в підкомітеті з питань Африки, всесвітньої охорони здоров'я, всесвітніх прав людини та міжнародних організацій. Її мета полягала в тому, щоб залучати африканські країни, і сприяти безлічі можливостей для розширення торгівлі та економічного зростання між країнами США та Африкою. За час перебування на цій посаді одним з її ключових пріоритетів було перезатвердження та зміцнення «Закону про зростання та можливість розвитку Африки», який дає змогу країнам Африки експортувати товари в США безмитно. У 2015 році Басс відіграла важливу роль у повторному затвердженні цього законопроєкту.
Басс була провідним голосом і прихильником запобігання та припинення голоду в Африці. У 2017 році вона допомогла зібрати майже 1 мільярд доларів коштів на боротьбу з голодом у Нігерії, Сомалі та Південному Судані.
Вона внесла понад 50 законопроєктів та резолюцій, що стосуються захисту демократії, розширення економічних можливостей та інших питань, що стосуються Африканського континенту. Басс продовжує залучати африканську діаспору до регулярних популярних політичних сніданків, відкритих для участі громадськості, для обговорення питань на континенті.

#### Кримінальне судочинство
Басс вважає, що система кримінальної юстиції влаштована неправильно частково через непропорційні частки серед засуджених до позбавлення волі малозабезпечених людей і людей з небілою шкірою. Станом на липень 2020-го момент Басс обіймала посаду голови підкомітету з Палати Представників з питань злочинності, тероризму та державної безпеки. Вона давно закликає до реформи кримінального правосуддя та приділяє особливу увагу тому, як до жінок ставиться система кримінального правосуддя — від того, як спочатку щодо них порушуються кримінальні провадження, що з ними відбувається в тюрмі та що з ними відбувається після звільнення з тюрми.

## Особисте життя
З 1980 по 1986 рік Басс була одружена з Джізасом Лечугою. Після розлучення Басс та Лечуга спільно виростили доньку та її братів і сестер, чотирьох пасинок Басс, Скіфію, Омар, Іветту та Оллін.